# Hochkopf (Südschwarzwald)
Der Hochkopf ist ein bewaldeter Höhenrücken nördlich von Todtmoos im südlichen Hochschwarzwald. Der Gipfel zählt mit 1263,5 m ü. NHN zu den 20 höchsten Erhebungen von Baden-Württemberg.
Über den Berg verläuft die Grenze zwischen Todtmoos und dem Todtnauer Stadtteil Präg und damit auch zwischen den Landkreisen Lörrach und Waldshut. Der Hochkopf begrenzt als ostwestlich verlaufender Bergkamm den Präger Gletscherkessel auf dessen Südseite. Über den dorthin abfallenden Karwänden sind die Bergkämme teilweise gratartig zugeschärft.
Das Gebiet um den Hochkopf gilt als besonders ruhig. Auf dem Gipfel des Hochkopf wurde 1925 ein kleiner Aussichtsturm namens Hochkopfturm errichtet. Südwestlich des Gipfels liegt der Weißenbachsattel (1082 m), über den die L 151 als Verbindung vom Wiesental ins Wehratal führt. Hier verläuft auch der Fernwanderweg Westweg (östliche Variante) des Schwarzwaldvereins; das hier gelegene Hochkopfhaus, früher ein Wandererheim des Schwarzwaldvereins, ist heute das private Hotel Auerhahn, ein mögliches Etappenziel des Fernwanderwegs.
Bei Inversionswetterlagen bietet sich von hier oben ein freier Blick auf die Alpen von der Zugspitze bis zum Mont Blanc. Der Hochkopf wird daher auch als Alternative zu den häufig überlaufenen Gipfeln von Feldberg und Belchen aufgesucht.

## Einzelnachweise

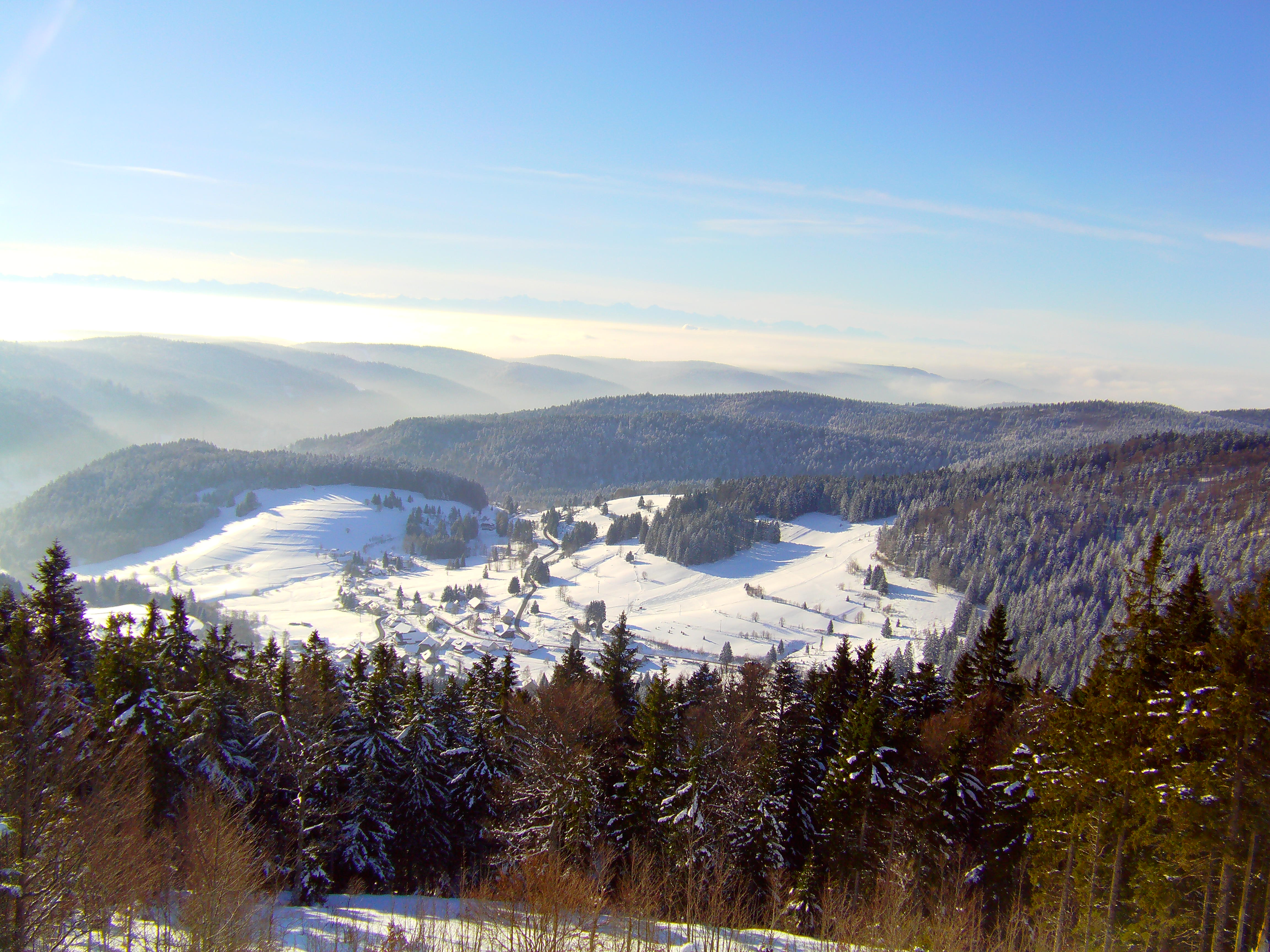
Blick vom Hochkopf nach Süden

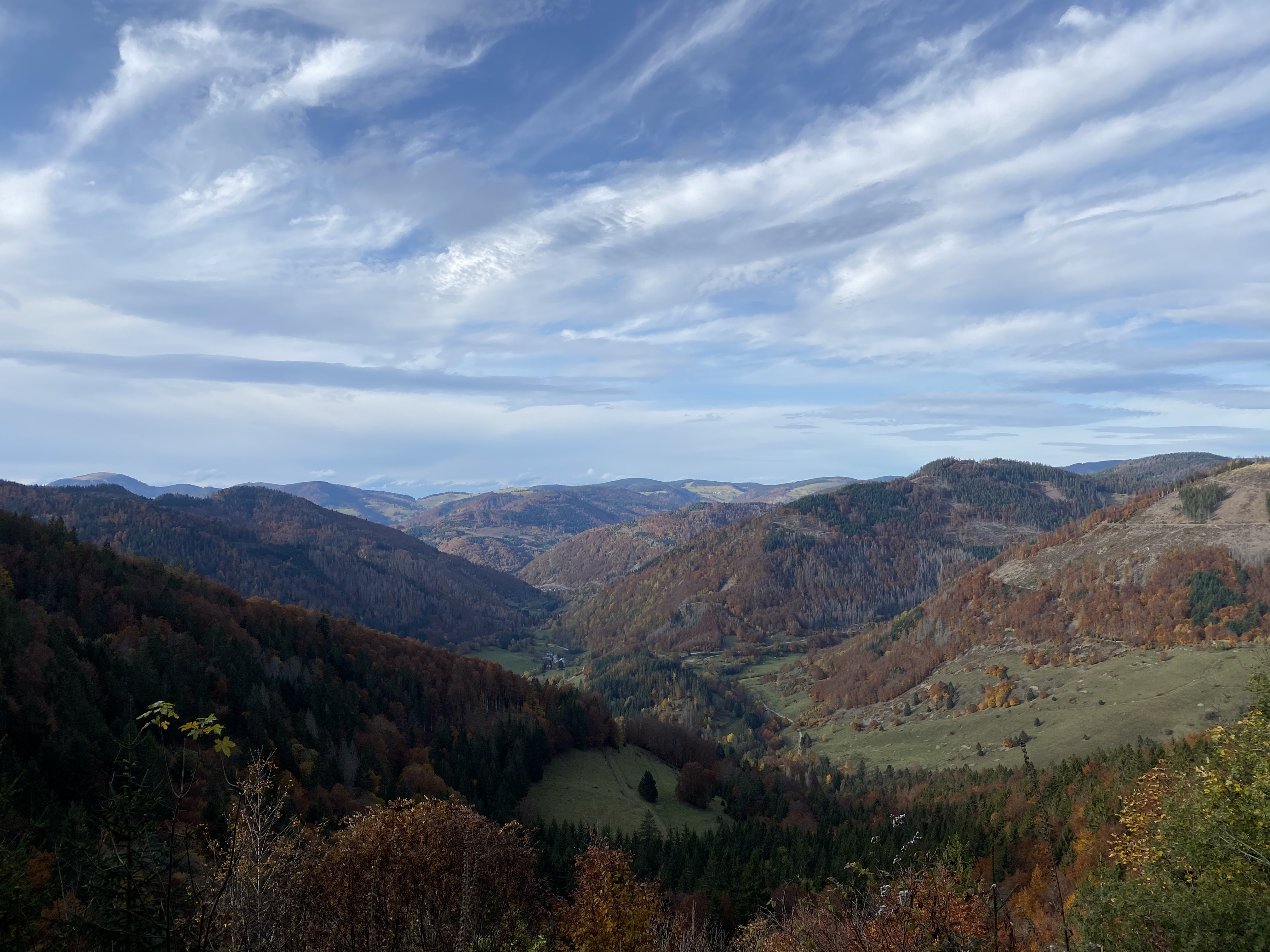
Blick vom Hochkopf-Nordhang nach Norden